# Liste der Kulturdenkmale in Daisendorf
In der Liste der Kulturdenkmale in Daisendorf sind die Bau- und Kunstdenkmale der Gemeinde Daisendorf verzeichnet. Die Liste wurde nach Informationen der Gemeindeverwaltung erstellt.

## Allgemein
- Bild: Zeigt ein ausgewähltes Bild aus Commons, „Weitere Bilder“ verweist auf die Bilder im Medienarchiv Wikimedia Commons.
- Bezeichnung: Nennt den Namen, die Bezeichnung oder die Art des Kulturdenkmals.
- Lage: Straßenname und Hausnummer oder Flurstücknummer des Kulturdenkmals, gegebenenfalls auch den Ortsteil. Die Grundsortierung der Liste erfolgt nach dieser Adresse. Der Link (Karte) führt zu verschiedenen Kartendiensten mit der Position des Kulturdenkmals. Fehlt dieser Link, wurden die Koordinaten noch nicht eingetragen. Sind diese bekannt, können sie über ein Tool mit einer Kartenansicht einfach nachgetragen werden. In dieser Kartenansicht sind Kulturdenkmale ohne Koordinaten mit einem roten bzw. orangen Marker dargestellt und können durch Verschieben auf die richtige Position in der Karte mit Koordinaten versehen werden. Kulturdenkmale ohne Bild sind an einem blauen bzw. roten Marker erkennbar.
- Datierung: Baubeginn, Fertigstellung, Datum der Erstnennung oder grobe zeitliche Einordnung entsprechend des Eintrags in der zuständigen Denkmaldatenbank (Landesamt für Denkmalpflege Baden-Württemberg).
- Beschreibung: Kurzcharakteristik des Kulturdenkmals.

## Kulturdenkmale in Daisendorf
| Bild           | Bezeichnung          | Lage                          | Datierung       | Beschreibung | ID |
| -------------- | -------------------- | ----------------------------- | --------------- | --- | -- |
| Weitere Bilder | Kapelle St. Martin   | Meersburger Straße 44 (Karte) | 15. Jahrhundert | mit Wandmalereien der frühen Renaissance-Zeit, die im Bodenseeraum einzigartig sind, dargestellt sind neben zwei Veduten hochrangige Heilige, in der Mehrzahl Frauengestalten |    |
| Weitere Bilder | Döbele-Brunnen       | Im Döbele 3 (Karte)           |                 | |    |
| Weitere Bilder | Fußweg zum Neuweiher |                               | 1445            | zur Flutung des Stadtgrabens von Meersburg angelegter Weiher |    |